# Molgula ficus
Molgula ficus is een zakpijpensoort uit de familie van de Molgulidae. De wetenschappelijke naam van de soort werd in 1859 als Caesira ficus voor het eerst geldig gepubliceerd door J. D. Macdonald.

## Verspreiding
Molgula ficus is een solitair levende zakpijpensoort afkomstig uit Australië en de regio Indo-West Pacific, waaronder de Golf van Thailand, Singapore en Hongkong. In de oostelijke Stille Oceaan werd het ontdekt in onderzoeken in Zuid-Californië tussen 1994 en 1997, maar het is mogelijk eerder geïntroduceerd. Molgula ficus werd oorspronkelijk verkeerd geïdentificeerd als de inheemse Californische soort Molgula verrucifera, maar is veel groter. Sinds de ontdekking in Zuid-Californië is het gevonden van San Diego Bay, noordelijk tot Channel Islands Harbor, grenzend aan Port Hueneme. In 2005 is er nog een verzameling gemaakt in de Baai van San Francisco bij Alameda, maar M. ficus lijkt hier niet te zijn gevestigd. Het is waarschijnlijk geïntroduceerd door scheepsvervuiling. Er zijn geen effecten gemeld in Californië, maar in Chili, waar het in 1997 werd geïntroduceerd, heeft het problemen veroorzaakt voor de aquacultuur van Sint-jakobsschelpen doordat het touwen en andere apparatuur vervuilt.